# Iulius Iulinus

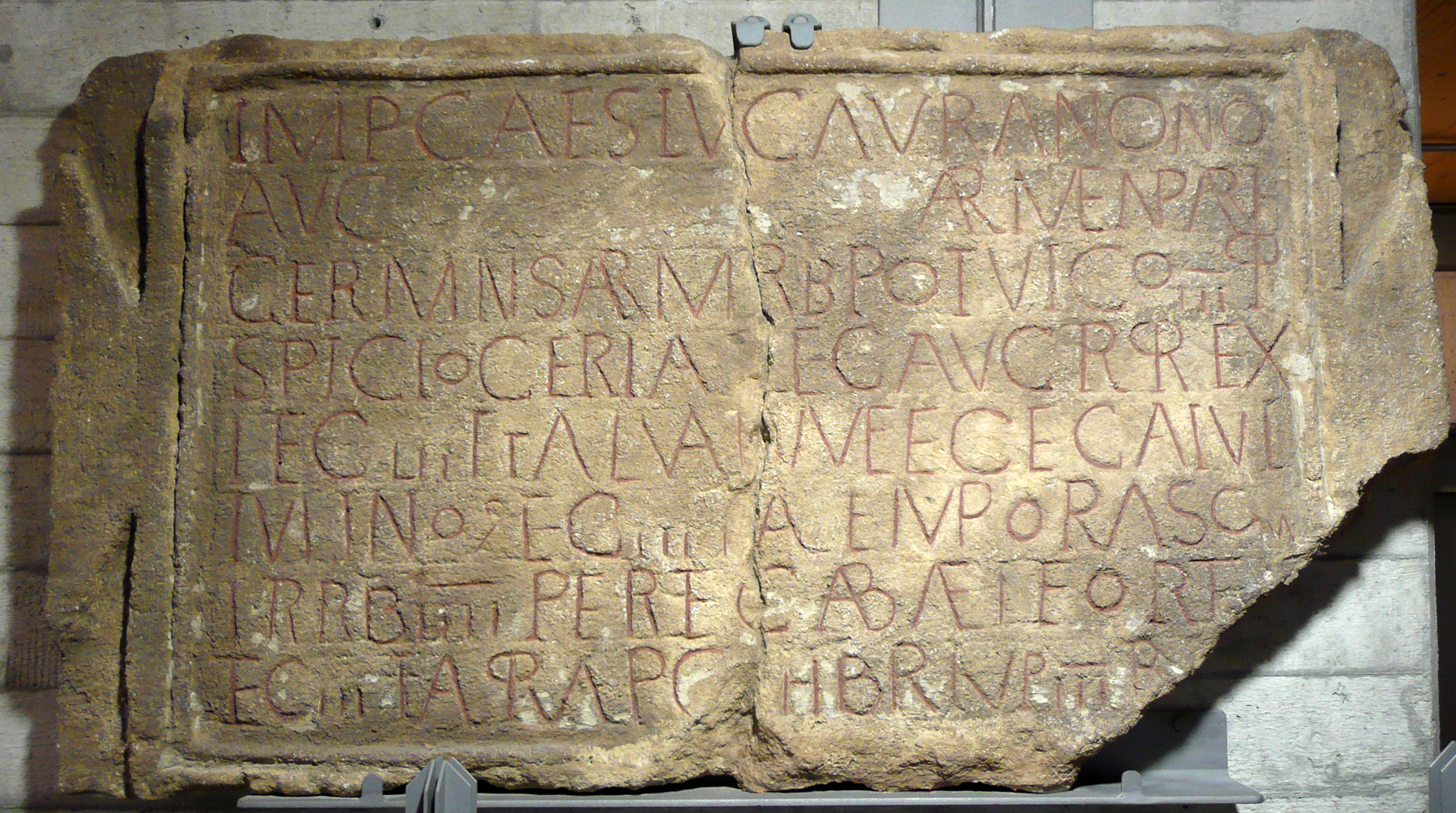
Die Inschrift.

Iulius Iulinus (sein Praenomen ist nicht bekannt) war ein im 2. Jahrhundert n. Chr. lebender Angehöriger der römischen Armee.
Durch eine Inschrift, die beim Kastell Böhming gefunden wurde, ist belegt, dass Iulinus Centurio in der Legio III Italica war, die ihr Hauptlager in Castra Regina in der Provinz Raetia hatte.
Aus der Inschrift geht darüber hinaus hervor, dass Iulinus und der Centurio Aelius Fortis die Aufsicht über abgeordnete Soldaten der Legion (vexillarii) ausübten, die zwei unterschiedliche Bauarbeiten beim Kastell ausführten (vallum fece(runt […] item portas cum turribus IIII perfectas).

## Datierung
Die Inschrift wird bei der Epigraphik-Datenbank Clauss-Slaby und bei der Epigraphischen Datenbank Heidelberg auf 181 datiert.